# Libor Rouček
Libor Rouček (ur. 4 września 1954 w Kladnie) – czeski polityk, były poseł i rzecznik prasowy rządu, deputowany do Parlamentu Europejskiego V (w 2004), VI i VII kadencji.

## Życiorys
Studiował na Uniwersytecie Wiedeńskim, w 1984 uzyskał stopień naukowy doktora w zakresie filozofii. Pracował jako redaktor i specjalista badań rynkowych.
Zaangażował się w działalność Czeskiej Partii Socjaldemokratycznej. Od 2003 pełni funkcję wiceprzewodniczącego tego ugrupowania w kraju środkowoczeskim. W latach 1998–2002 zajmował stanowisko rzecznika prasowego gabinetu Miloša Zemana. Następnie przez dwa lata zasiadał w Izbie Poselskiej, będąc wiceprzewodniczącym Komisji Spraw Zagranicznych i Komisji Integracji Europejskiej.
Od 2003 był obserwatorem w Parlamencie Europejskim, a od maja do lipca 2004 deputowanym V kadencji w ramach delegacji krajowej. W 2004 z listy ČSSD uzyskał mandat eurodeputowanego VI kadencji. W wyborach europejskich w 2009 skutecznie ubiegał się o reelekcję. W VII kadencji wstąpił do grupy Postępowego Sojuszu Socjalistów i Demokratów, został jednym z 14 wiceprzewodniczących Europarlamentu oraz członkiem Komisji Spraw Zagranicznych.